# 차수민
이가현(1987년 9월 29일 ~ )은 대한민국의 배우이다. 2009년 SBS 공채탤런트 11기에 발탁되어 활동 중이다. 성균관대학교 연기예술학과 출신이다. 2011년까지 본명인 이수진으로 활동했었다.

## 출연

### 텔레비전 드라마
- 2009년 SBS 《드림》
- 2009년 SBS 《천사의 유혹》 - 소울의 직원 역
- 2010년 SBS 《별을 따다줘》
- 2010년 SBS 《검사 프린세스》 - 마혜리의 대학동기 역
- 2010년 SBS 《자이언트》 - 김 간호사 역
- 2011년 SBS 《신기생뎐》 - 성아미 역
- 2011년 SBS 《장미의 전쟁》
- 2016년 SBS 《대박》 - 화진 역